# Parc zoologique de Novossibirsk
Le parc zoologique de Novossibirsk (Новосибирский зоопарк), fondé en 1947, est l'un des plus importants de Russie. Il se trouve à Novossibirsk, en Sibérie, et s'étend sur 60 hectares. Il abrite 11 000 représentants de 701 espèces, dont 120 espèces inscrites au livre rouge des espèces en danger. Il fait partie de l'Association européenne des zoos. Il est renommé pour sa collection de grands félins. Un delphinarium de 4 000 m2 pouvant accueillir 600 visiteurs, avec plusieurs bassins, est construit en 2013.